# Eremotettix capensis
Eremotettix capensis är en insektsart som beskrevs av Miller, N.C.E. 1932. Eremotettix capensis ingår i släktet Eremotettix och familjen Pamphagidae. Inga underarter finns listade i Catalogue of Life.